# Дом, где жила семья Ульяновых
Дом, где в 1876—1878 гг. жила семья Ульяновых — историческое здание в Ульяновске. Построен в середине XIX века. С 1960 года — объект культурного наследия федерального значения. Расположен на улице Льва Толстого, дом 24. В доме размещается музей «Градостроительство и архитектура Симбирска-Ульяновска», филиал ГИМЗ «Родина В. И. Ленина».

## История
Дом, связанный с жизнью семьи Ульяновых. Здание отмечено мемориальной доской с текстом: «Дом, в котором жила семья Ульяновых в 1876—1878 гг». В этом доме в 1878 году родилась Мария Ильинична Ульянова (1878—1937).
Владельцами дома были коллежский асессор И. М. Косолапов (1860-е годы) и поручик Н. А. Подгорнов (до 1878 года). Последний в 1875 году возвёл над южной (дворовой) частью дома антресольный этаж по проекту симбирского художника-архитектора М. Костина. В 1878 году по проекту того же архитектора к южному фасаду дома был возведён двухэтажный объём. В 1879—1892 годах домом владела жена дворянина Л. Ю. Мачеварианова, которая в 1891 году изменила лицевой фасад дома. Затем домом владели: вдова коллежского советника Е. И. Сидорова (1892—1903 годы), жена потомственного почётного гражданина А. Н. Брызгалова и дворянка А. Н. Соловьёва (1903—1906 годы), дворянка Е. Д. Фон-Арнольд (1906—1915 годы). Последующие владельцы дома не внесли существенных изменений в его облик.
В советское время дом использовался под жильё.
Постановлением Совета Министров РСФСР от 30.08.1960 г. № 1327 «О дальнейшем улучшении дела охраны памятников культуры в РСФСР», Дом, в котором жила семья Ульяновых в 1876—1878 гг., получил статус объект культурного наследия города Ульяновска федерального значения.
С 1966 года после отселения жильцов и проведения капитального ремонта здесь размещалось Ульяновское бюро путешествий и экскурсий, с 1991 года дом арендовала ТОО фирма «Тракторсервис».
В 2001 году в доме был открыт музей «Градостроительство и архитектура Симбирска-Ульяновска».

## Архитектура
Дом расположен на одной из исторических улиц города, в мемориальном квартале Государственного историко-мемориального заповедника «Симбирский квартал». Главным (торцовым) фасадом выходит на красную линию улицы Льва Толстого (Покровская). Объект рядовой городской деревянной застройки XIX века. Прямоугольный в плане деревянный дом на каменном фундаменте, одноэтажный по главному фасаду и с антресольным дворовым этажом. Одноэтажная часть перекрыта двускатной крышей, над антресольным этажом — вальмовая крыша. С западной стороны основной объём дома, вытянутый в глубь участка, дополнен двумя входными тамбурами. К улице дом обращён пятью осями окон главного северного фасада. Прямоугольные окна обрамлены наличниками накладной и прорезной резьбы и отмечены сандриками, поддерживаемыми кронштейнами. Крупный фронтон, завершенный резным шпилем, украшен прорезной резьбой подзоров, накладными прорезными элементами в виде веера под коньком и в виде солнца в средней части. Широкий фриз с частым чередованием деревянных резных кронштейнов, подоконный поясок, проходящий по фартуку, и угловые пилястры завершают облик главного фасада.

## Галерея

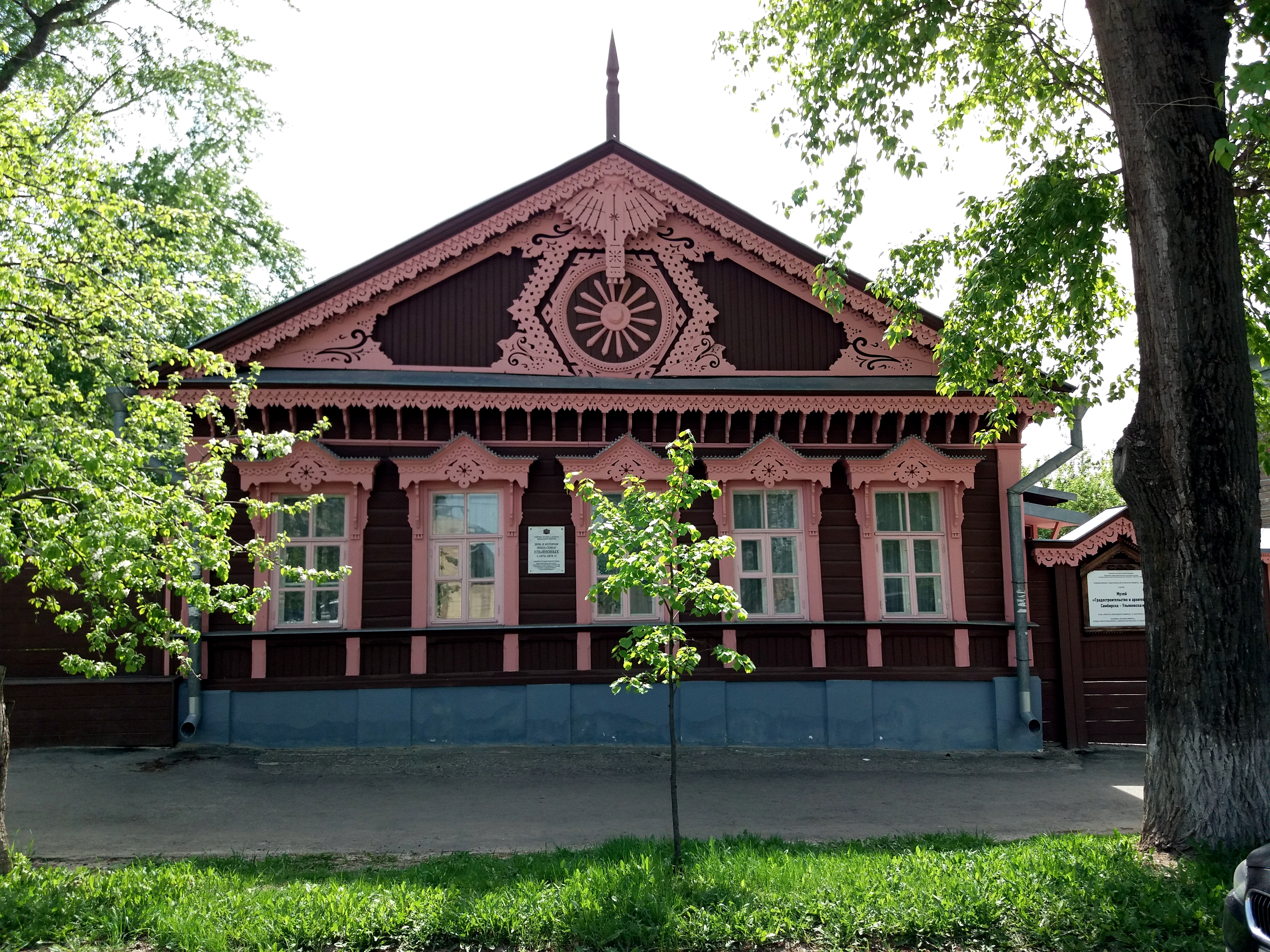
Дом, в котором жила семья Ульяновых.
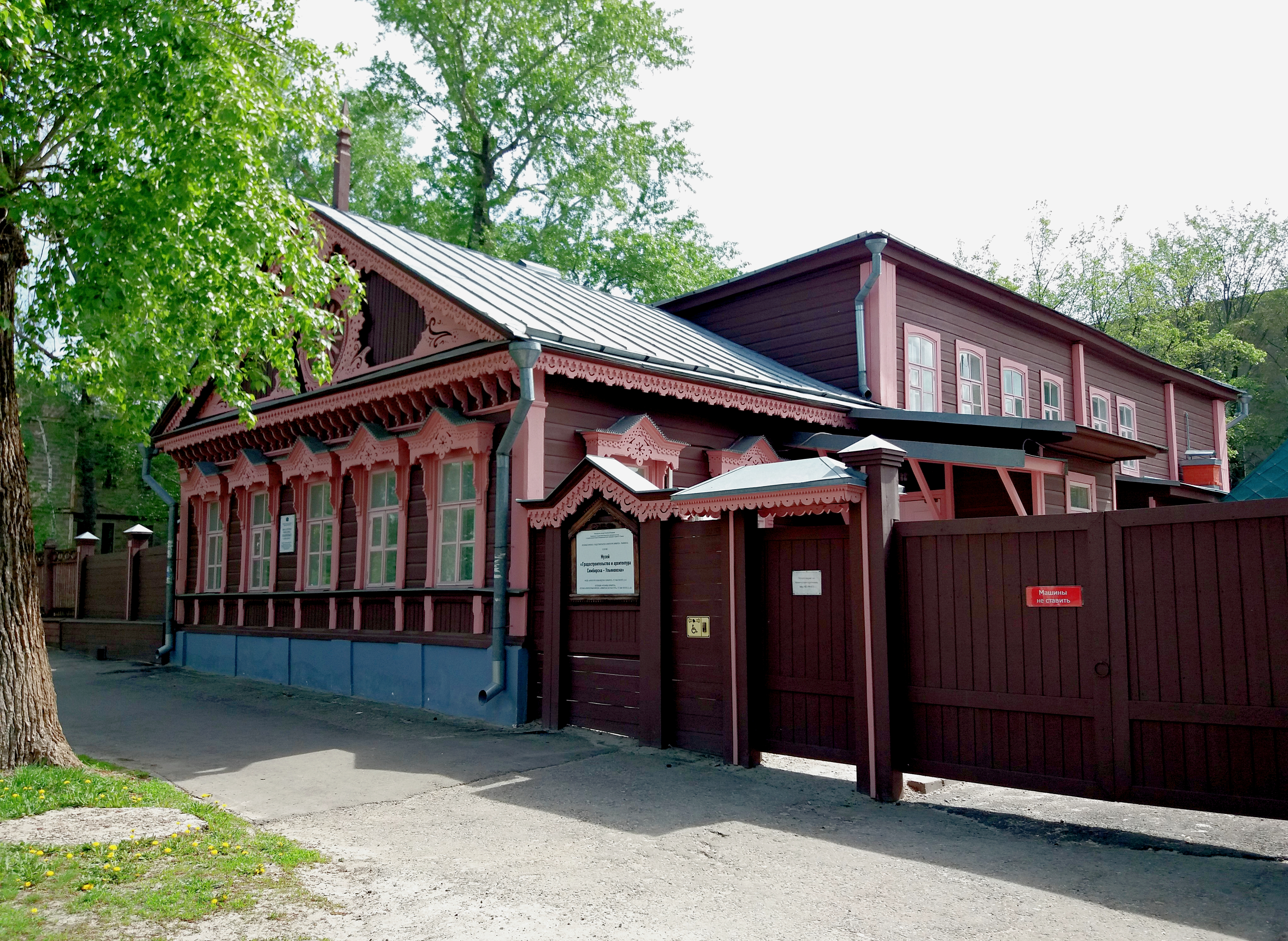
Музей «Градостроительство и архитектура Симбирска-Ульяновска».
Мемориальная доска на доме, где жила семья Ульяновых.

## Дом в филателии

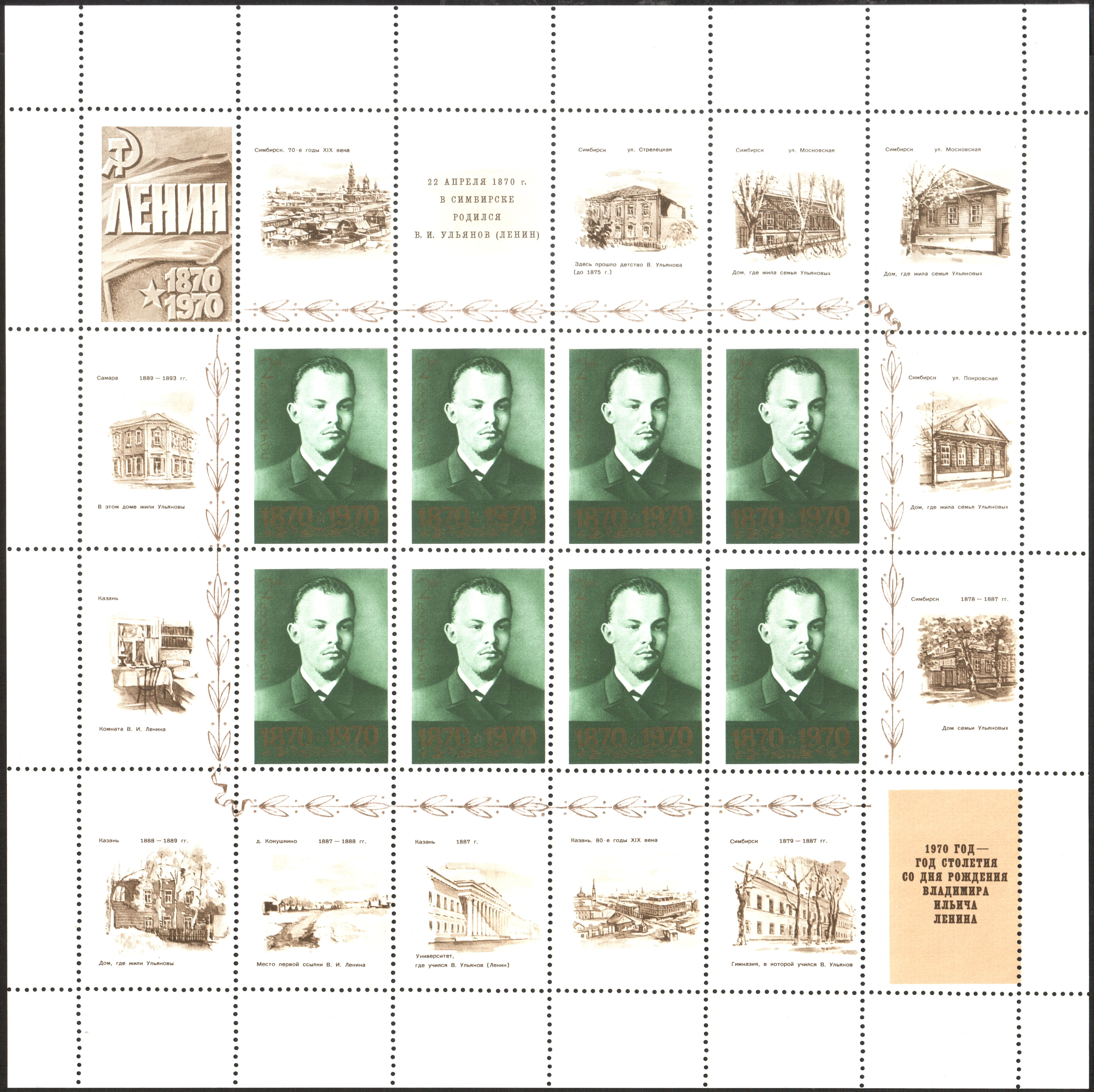
Малый лист. Почта СССР, 1970 г. На одном из купонов — Дом, где жила семья Ульяновых (Симбирск, ул. Покровская).
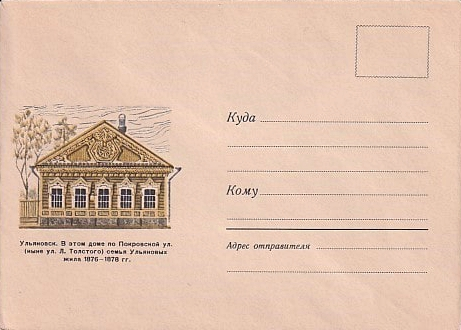
Конверт СССР, 1969. Ульяновск. Дом, где жила семья Ульяновых.
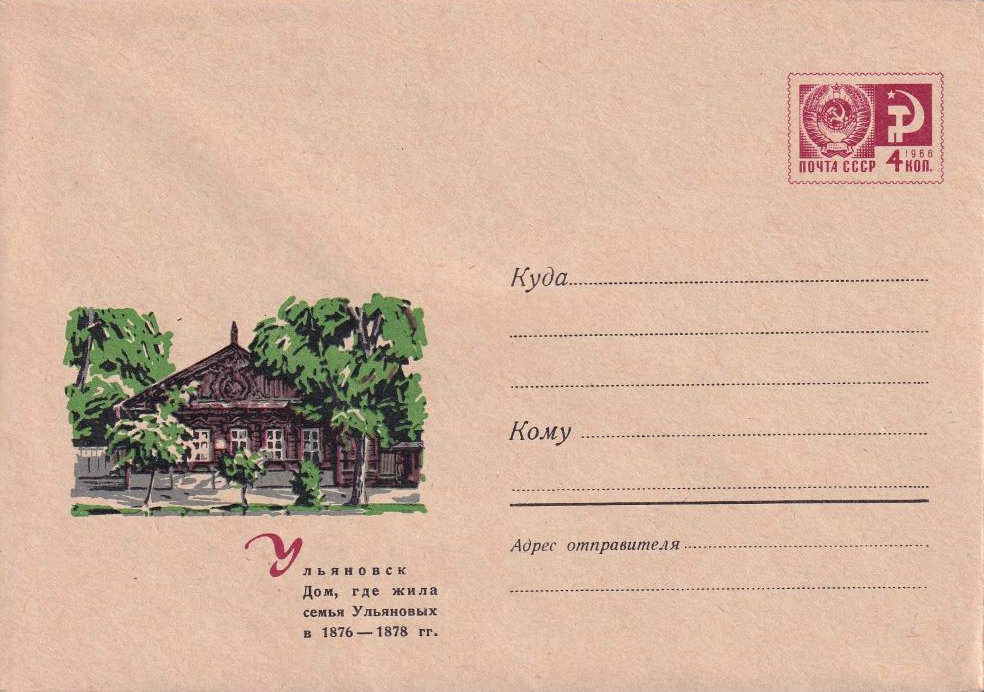
ХМК СССР, 1969. Ульяновск. Дом семьи Ульяновых в 1876-78 гг.
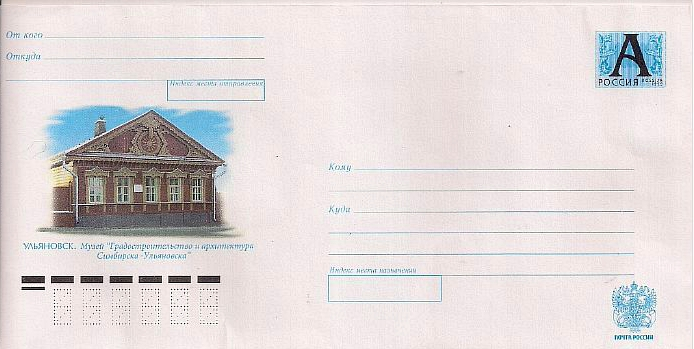
ХМК РФ, 2006 г. Ульяновск. Музей «Градостроительство и архитектура».